# Santuario di Nostra Signora della Guardia (Gavi)
Il santuario di Nostra Signora della Guardia di Gavi in provincia di Alessandria è una chiesa dedicata a Nostra Signora della Guardia che sorge sul colle dei Turchini, nei dintorni di Gavi.
Il santuario fu eretto nel 1861 in meno di quattro mesi, con la manodopera della popolazione di Gavi e dei paesi circostanti.
L'architettura è quella di chiesa a croce greca. Il pavimento è in pregiato marmo rosso Levanto.
Ci sono tre altari: uno dedicato al Sacro Cuore di Gesù, l'altro allo sposalizio di Maria Vergine, e l'altare maggiore, sormontato da una nicchia molto bella, che accoglie la statua in legno della Madonna della Guardia.

## La prima statua
La statua che si venera al santuario di Gavi, che rappresenta Maria Suffragio delle Anime Purganti (e non Nostra Signora della Guardia secondo la sua classica iconografia), risale al 1746: in quell'anno Gavi era assediata dal fuoco dei cannoni dell'esercito Austro-Sardo, e molte case andavano in fiamme. Un certo Giacomo Bertelli fece voto alla Madonna che avrebbe fatto una cappella e una statua in onore della Vergine della Guardia (che aveva visto dipinta sul muro di una casa vicino al suo riparo), se avesse avuta salva la casa. Così fu e, finita la guerra, fu costruita una cappella sul monte di Forneto e vi fu collocata la statua che tuttora si venera.

## La costruzione del santuario

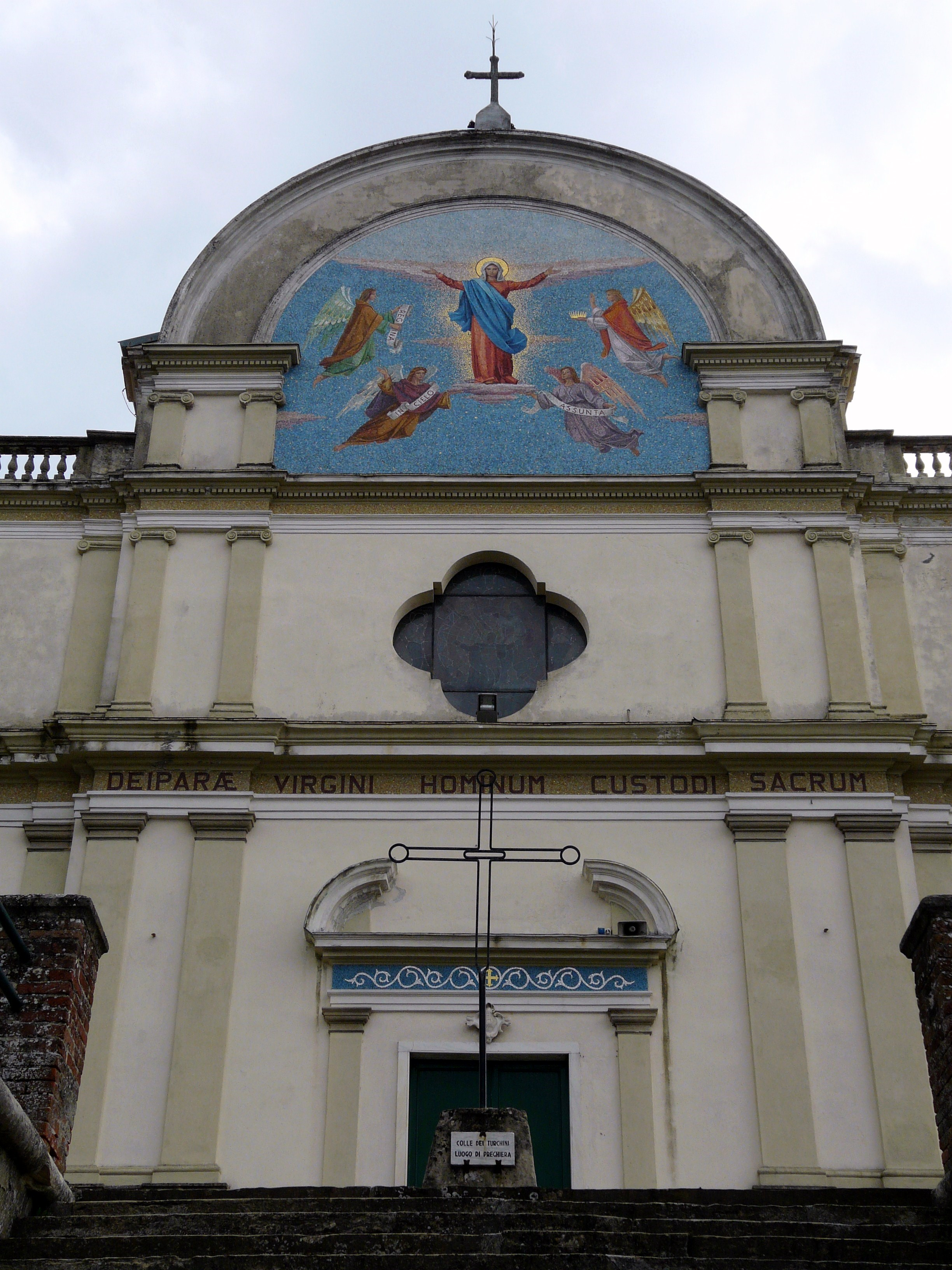
La facciata

Un altro avvenimento importante per la storia del Santuario fu nel 1817: una lunga siccità desolava le campagne minacciando carestia e fame; i gaviesi allora portarono in processione la statua della Madonna della Guardia sul monte dove era stata venerata la prima volta, e ne invocarono l'intervento. All'indomani piovve a dirotto. Tra l'entusiasmo generale il sacerdote Tommaso Bertelli scelse il colle dei Turchini per erigervi il santuario. La costruzione iniziò il 20 maggio 1847 ma fu presto sospesa a causa delle vicende politiche di quegli anni; nel 1853, in condizioni precarie e a stento, fu eretto un altare e celebrata la prima messa. Il santuario rimaneva un pio desiderio che poté concretizzarsi solo nel 1861 grazie all'intervento del gesuita padre Luigi Persoglio, genovese, che riuscì a coinvolgere la popolazione e a far costruire il tempio.

## Altre notizie
Il santuario è affidato, dal 1941, alla Congregazione dei figli di Santa Maria Immacolata.
La festa del santuario si celebra il 29 agosto, giorno di Nostra Signora della Guardia.